# Cen Hun
Cen Hun ( ? - 280) est un eunuque des Wu à l'époque des Trois Royaumes (220-265). Il gagne la faveur de l’empereur Sun Hao et encourage son règne violent. Il propose un plan utilisant des chaînes et des pieux en métal pour contrer le front naval de l’invasion des Jin, cependant Wang Jun sut déjouer ce plan. Lors de la destruction du royaume de Wu, il est assassiné par plusieurs courtisans des Wu qui voyaient en lui un homme méchant ainsi que la cause de leur défaite. 